# Museu Internacional de la Creu Roja i la Mitja Lluna Roja
El Museu Internacional de la Creu Roja i la Mitja Lluna Roja (en francès: Musée international de la Croix-Rouge et du Croissant-Rouge) és un museu situat a Ginebra, Suïssa. Es va obrir el 1988 i va experimentar una important reforma durant el 2011 fins al 2013.
Presenta l'exposició permanent “L'aventura humanitària” a través de tres problemes contemporanis: Defensar la dignitat humana (Gringo Cardia, Brasil), Reconstruir els vincles familiars (Diébédo Francis Kéré, Burkina Faso), Reduir els riscos naturals (Shigeru Ban, Japó). Dotze testimonis tracen el fil principal de “L'aventura humanitària”. Primer donen la benvinguda als visitants en un dispositiu escenogràfic i després els acompanyen en el seu recorregut per l'exposició.
El 2012, el museu va ser molt criticat per una multitud de grups internacionals de defensa contra el tabaquisme i la salut al haver finançat la seva renovació a partir de la col·laboració de la multinacional del tabac Japan Tobacco International (JTI) que van considerar com una mala actuació per a una organització que té com a missió "protegir la vida i la salut i respectar els éssers humans”. El director del museu va admetre que havien comès un error en acceptar els diners i va decidir retornar-los a JTI.